# Драге (Северная Фризия)
Драге (нем. Drage) — община в Германии, в земле Шлезвиг-Гольштейн.
Входит в состав района Северная Фризия. Подчиняется управлению Нордзе-Трене. Население составляет 572 человека (на 31 декабря 2010 года). Занимает площадь 16,36 км².
Официальным языком в населённом пункте, помимо немецкого, является севернофризский.